# Yevgueni Ovcharov
Yevgueni Ovcharov (en ruso: Евгений Овчаров) es un deportista ruso que compitió en remo. Ganó una medalla de bronce en el Campeonato Mundial de Remo de 1996, en la prueba de cuatro con timonel.

## Palmarés internacional
| Campeonato Mundial | Campeonato Mundial       | Campeonato Mundial | Campeonato Mundial |
| Año                | Lugar                    | Medalla            | Prueba             |
| ------------------ | ------------------------ | ------------------ | ------------------ |
| 1996               | Motherwell (Reino Unido) | Medalla de bronce  | Cuatro con timonel |